# Шалфей эфиопский
Шалфей эфиопский (лат. Salvia aethiopis) — двулетнее, иногда многолетнее растение, вид рода Шалфей (Salvia) семейства Яснотковые (Lamiaceae).

## Распространение и экология
Распространен практически на всей территории Европы, в Западной и Средней Азии. На территории России встречается в европейской части, на Кавказе. Натурализовался в Северной Америке.
Растёт в степях, на степных и каменистых склонах, на меловых и известковых обнажениях, как сорняк на полях, у дорог.

## Ботаническое описание
Растение высотой 25—100 см, всё покрыто хлопьевидными белыми шерстеподобными волосками или паутинно опушено. Корень крепкий, одревесневший.
Стебель прямой, простой, короткий, толстый, пирамидально разветвлённый, вместе с листьями белошерстистый от звездчатых волосков.
Листья почти все прикорневые, яйцевидные, продолговатые или эллиптические, длиной (7-)10(-23) см, шириной (4-)7,5(-14) см, сердцевидные, острые или тупые, по краям городчато-зубчатые, иногда лопастные, с черешками равными пластине или короче её. Стеблевые — сидячие, продолговато-яйцевидные, остро- или тупозубчатые; прицветные — от широкояйцевидных до длинно оттянутых, стеблеобъемлющие.
Соцветие — пирамидальная метёлка, крупная, многоветвистая, ветви с 4—6 сближенными, 6—10-цветковыми ложными мутовками; венчик белый, длиной 12—22 мм, верхняя губа серповидная или почти прямая, нижняя — длинно вытянутая.
Плод — эллипсоидально-трёхгранный орешек, длиной 2—2,5 мм, зеленовато-бурый.
Цветёт в мае — июле. Плоды созревают в июле — августе.

## Значение и применение
Листья и цветки содержат до 0,06 % эфирного масла, состав которого не изучен.
Листья и цветки обладают слабопряным запахом и  горьковатым вкусом, могут служить пряностью.
Листья применяли в народной медицине как средство от потливости, при кровохарканье у больных туберкулёзом легких.
Медонос.

## Классификация

### Таксономия
Вид Шалфей эфиопский входит в род Шалфей (Salvia) подсемейства Котовниковые (Nepetoideae) семейства Яснотковые (Lamiaceae) порядка Ясноткоцветные (Lamiales).
|  |                                      |  |                                                             |                                                             |                      |  | ещё 21 семейство (согласно Системе APG II) | ещё 21 семейство (согласно Системе APG II)  |                                             |  |  |  | ещё 110—130 родов   | ещё 110—130 родов    |  |  |
|  |                                      |  |                                                             |                                                             |                      |  | ещё 21 семейство (согласно Системе APG II) | ещё 21 семейство (согласно Системе APG II)  |                                             |  |  |  | ещё 110—130 родов   | ещё 110—130 родов    |  |  |
|  |                                      |  |                                                             | порядок Ясноткоцветные                                      |                      |  |                                            |                                             | подсемейство Котовниковые                   |  |  |  |                     | вид Шалфей эфиопский |  |  |
|  |                                      |  |                                                             | порядок Ясноткоцветные                                      |                      |  |                                            |                                             | подсемейство Котовниковые                   |  |  |  |                     | вид Шалфей эфиопский |  |  |
|  | отдел Цветковые, или Покрытосеменные |  |                                                             |                                                             | семейство Яснотковые |  |                                            |                                             | род Шалфей                                  |  |  |  |                     |                      |  |  |
|  | отдел Цветковые, или Покрытосеменные |  |                                                             |                                                             |                      |  |                                            |                                             |                                             |  |  |  |                     |                      |  |  |
|  |                                      |  | ещё 44 порядка цветковых растений (согласно Системе APG II) | ещё 44 порядка цветковых растений (согласно Системе APG II) |                      |  |                                            | ещё 7 подсемейств (согласно Системе APG II) | ещё 7 подсемейств (согласно Системе APG II) |  |  |  | ещё 700 — 900 видов |                      |  |  |
|  |                                      |  |                                                             | ещё 44 порядка цветковых растений (согласно Системе APG II) |                      |  |                                            |                                             | ещё 7 подсемейств (согласно Системе APG II) |  |  |  |                     |                      |  |  |